# 北風のキャロル
「北風のキャロル」（きたかぜのキャロル）は、1987年10月27日にビクター音楽産業（現・ビクターエンタテインメント）より発売された荻野目洋子の13枚目のシングル。

## 概要
表題曲「北風のキャロル」は、荻野目自身が主演を務めたTBS系テレビドラマ『赤ちゃんに乾杯!』の主題歌として使用された。
オリコンチャートでの最高位は第2位、TBS系音楽番組『ザ・ベストテン』での最高位は第4位だったが、ランクインは2週間のみであった。

## 収録曲
- 両楽曲共に、作詞：売野雅勇／作曲：筒美京平／編曲：新川博

1. 北風のキャロル（3分54秒）
  - TBS系ドラマ「赤ちゃんに乾杯!」主題歌
2. 月曜日のマリーナ（4分18秒）